# 明日海りお
明日海 りお（あすみ りお、1985年6月26日 - ）は、日本の女優。元宝塚歌劇団花組トップスター。
静岡県静岡市、静岡雙葉中学校出身。身長169cm。血液型B型。愛称は「みりお」、「さゆみし」、「みりりん」、「みりそ」。
所属事務所は研音。

## 来歴
2001年、宝塚音楽学校入学。
2003年、音楽学校卒業後、宝塚歌劇団に89期生として入団。入団時の成績は8番。月組公演「花の宝塚風土記／シニョール ドン・ファン」で初舞台。その後、月組に配属。
2008年のバウ・ワークショップ「ホフマン物語」でバウホール公演初主演。続く彩乃かなみ退団公演となる「ME AND MY GIRL」で新人公演初主演。その後も4作連続で新人公演主演を務める。
2009年の「二人の貴公子」で、龍真咲とバウホール公演ダブル主演。
2011年の「アリスの恋人」（バウホール・日本青年館公演）で、バウホール・東上公演単独初主演。
2012年、劇団史上初となる月組準トップスターに就任。龍真咲・愛希れいかトップコンビ大劇場お披露目となる「ロミオとジュリエット」と、翌年の「ベルサイユのばら」で、トップスター龍真咲と役替わりで主演を務める。
2013年3月25日付で花組へと組替え。
2014年5月12日付で花組トップスターに就任。同年、自身3度目の出演となる「エリザベート」で大劇場トップお披露目。相手役は前任より引き続き蘭乃はなが務め、同公演で退団した後は、花乃まりあを相手役に迎える。
2015年、自身初となる台湾公演「ベルサイユのばら／宝塚幻想曲」に出演。
2017年に花乃まりあが退団後は、仙名彩世・華優希が相手役を務め、相手役が4人変わるのは、宝塚のトップ制度固定後では最多記録となった。
2019年の「恋スルARENA」で、タカラジェンヌとしては初となる横浜アリーナでのコンサートを開催。同年11月24日、4人目の相手役・華優希の大劇場お披露目となる「A Fairy Tale／シャルム!」東京公演千秋楽をもって、宝塚歌劇団を退団。平成以降のトップでは、トップ在任期間が5年半と、和央ようか・柚希礼音に次ぐ3番目の記録となり、大劇場主演12作は、平成以降に退団したトップとしては史上最多となった。
2020年元日付で研音所属となり、芸能活動を再開。元トップ出身者が同社所属となるのは、元月組トップ・天海祐希以来2人目となった。同年11月スタートのNHK連続テレビ小説「おちょやん」で、退団後初のドラマ出演。
2021年、自身が宝塚時代に主演した代表作「ポーの一族」で、退団後初舞台。男役時代の当たり役に、女優として再び挑むこととなった。

## 人物
一人っ子。
1歳からスイミングを習い、小学校入学まで続けていた。3歳からバレエ、4歳からピアノと習字を習っていた。
中学3年生の夏休みにバレエ教室の友人から借りた真琴つばさ主演の月組公演「LUNA-月の伝言-／BLUE・MOON・BLUE」のビデオを観て、宝塚に夢中になる。ビデオを観た翌日に出発した家族旅行で訪れた香港では、宝塚のことが頭から離れずに食事が喉を通らず、痩せて帰国したという。
両親に音楽学校を受験したいと告げるも、一人娘が親元を離れ厳しい芸の世界に入ることを大反対される。三日三晩部屋にこもって泣き喚き、仕舞には発熱し寝込んだ姿を見て、「そんなに言うのなら受けてみなさい」と受験を許された。
ラジオ番組「ビバ!タカラジェンヌ」の視聴者プレゼントに応募したところチケットが当選し、受験直前に母と共に月組公演「ゼンダ城の虜／ジャズマニア」で、宝塚初観劇。
特技は「利き柔軟剤」で、柔軟剤が好きで色々な種類を集めているため、すれ違った人から香る柔軟剤の種類が分かる。
芸名は、明るく未来へ向かっていく感じの名前を、と家族で考えた。「りお」は響きが好きだったから。

## 宝塚歌劇団時代の主な舞台

### 初舞台
- 2003年4 - 5月、月組『花の宝塚風土記（ふどき）』『シニョール ドン・ファン』（宝塚大劇場）

### 月組時代
- 2003年6 - 8月、『花の宝塚風土記（ふどき）』『シニョール ドン・ファン』（東京宝塚劇場）
- 2003年9月、『なみだ橋 えがお橋』（バウホール・日本青年館） - 文七
- 2003年11 - 2004年3月、『薔薇の封印』 - 新人公演：アンリ（本役：月船さらら）
- 2004年4 - 5月、『愛しき人よ-イトシキヒトヨ-』（バウホール・日本青年館） - 凜孫河
- 2004年6 - 10月、『飛鳥夕映え』 - 鞍作（子供時代）、新人公演：葛城稚犬養連網田（本役：姿樹えり緒）『タカラヅカ絢爛II』
- 2004年11月、『THE LAST PARTY』（バウホール） - ASUMI／公園の学生
- 2005年2 - 5月、『エリザベート』 - 侍従、新人公演：ルドルフ（少年）（本役：彩那音）
- 2005年7月、『BourbonStreet Blues』（バウホール） - スマイル／ウォレス
- 2005年9 - 12月、『JAZZYな妖精たち』 - ケビン、新人公演：ミック（本役：月船さらら）『REVUE OF DREAMS』
- 2006年2月、『想夫恋（そうふれん）』（バウホール） - 藤原隆房
- 2006年3月、『THE LAST PARTY』（東京芸術劇場） - ASUMI／公園の学生
- 2006年5 - 8月、『暁（あかつき）のローマ』 - プブリウス・カスカ、新人公演：アントニウス（本役：霧矢大夢）『レ・ビジュー・ブリアン』
- 2006年10月、『あかねさす紫の花』 - 大友皇子『レ・ビジュー・ブリアン』（全国ツアー）
- 2007年1 - 4月、『パリの空よりも高く』 - ジャン、新人公演：ジョルジュ・ジャッケ（本役：大空祐飛）『ファンシー・ダンス』
- 2007年5 - 6月、『ダル・レークの恋』（全国ツアー） - ラジオン
- 2007年8 - 11月、『MAHOROBA』『マジシャンの憂鬱』 - ネクチュイ、新人公演：ボルディジャール（本役：霧矢大夢）
- 2008年1月、『ホフマン物語』（バウホール） - ホフマン[注釈 2]／ミューズ[注釈 3]／ニクラウス[注釈 4] バウWS主演[9]
- 2008年3 - 7月、『ME AND MY GIRL』 - ジャクリーン・カーストン（ジャッキー）[注釈 5]／ソフィア・ブライトン[注釈 5]、新人公演：ウイリアム・スナイブスン（ビル）（本役：瀬奈じゅん） 新人公演初主演[22]
- 2008年8月、『ME AND MY GIRL』（博多座） - ジャクリーン・カーストン（ジャッキー）[注釈 6]／ジェラルド・ボリングボーク[注釈 6][23]
- 2008年11 - 2009年2月、『夢の浮橋』 - 五の宮、新人公演：匂宮（本役：瀬奈じゅん）『Apasionado!!』 新人公演主演[24]
- 2009年3月、『二人の貴公子』（バウホール） - アーサイト バウW主演[11][12]
- 2009年5 - 8月、『エリザベート』 - シュテファン・カロリィ[注釈 2]／ルドルフ[注釈 7]、新人公演：トート（本役：瀬奈じゅん） 新人公演主演[25]
- 2009年10 - 12月、『ラスト プレイ』 - マクシミリアン、新人公演：アリステア（本役：瀬奈じゅん）『Heat on Beat!（ヒート オン ビート）』 新人公演主演[24]
- 2010年2月、『紫子』 - 金井定嗣『Heat on Beat!（ヒート オン ビート）』（中日劇場）
- 2010年4 - 7月、『THE SCARLET PIMPERNEL（スカーレット ピンパーネル）』 - アルマン・サン・ジュスト[注釈 6]／ショーヴラン[注釈 6][23]
- 2010年9 - 11月、『ジプシー男爵-Der Zigeuner Baron-』 - オトカー『Rhapsodic Moon（ラプソディック・ムーン）』
- 2010年12 - 2011年1月、『STUDIO 54（スタジオ フィフティフォー）』（ドラマシティ・日本青年館） - Z-BOY（ザック・シモンズ）
- 2011年3 - 5月、『バラの国の王子』 - 家臣（虎）『ONE』
- 2011年7 - 10月、『アルジェの男』 - アンリ・クローデル『Dance Romanesque（ダンス ロマネスク）』
- 2011年11 - 12月、『アリスの恋人』（バウホール・日本青年館） - ルイス・キャロル 東上初主演[13][14]
- 2012年2 - 4月、『エドワード8世』 - ゴドフリー・トーマス『Misty Station』

### 月組準トップスター時代
- 2012年6 - 9月、『ロミオとジュリエット』 - ティボルト[注釈 6]／ロミオ[注釈 6] 大劇場主演[26]
- 2012年10 - 11月、『春の雪』（バウホール・日本青年館） - 松枝清顕 東上主演[27]
- 2013年1 - 3月、『ベルサイユのばら-オスカルとアンドレ編-』 - アンドレ・グランディエ[注釈 6]／オスカル・フランソワ・ド・ジャルジェ[注釈 6]／ベルナール・シャトレ[注釈 8] 大劇場主演[28]

### 花組時代
- 2013年6 - 7月、『戦国BASARA』（東急シアターオーブ） - 上杉謙信
- 2013年8 - 11月、『愛と革命の詩（うた）-アンドレア・シェニエ-』 - カルロ・ジェラール『Mr. Swing!』
- 2014年2 - 5月、『ラスト・タイクーン -ハリウッドの帝王、不滅の愛-』 - パット・ブレーディ『TAKARAZUKA ∞ 夢眩』

### 花組トップスター時代
- 2014年6月、『ベルサイユのばら-フェルゼンとマリー・アントワネット編-』（中日劇場） - ハンス・アクセル・フォン・フェルゼン トップお披露目公演
- 2014年8 - 11月、『エリザベート-愛と死の輪舞（ロンド）-』 - トート 大劇場トップお披露目公演
- 2015年1月、『Ernest in Love』（東京国際フォーラム） - ジャック（アーネスト）・ワージングトップお披露目公演
- 2015年3 - 6月、『カリスタの海に抱かれて』 - シャルル・ヴィルヌーブ・ドゥ・リベルタ（カルロ・ヴィラーニ）『宝塚幻想曲（タカラヅカ ファンタジア）』大劇場トップお披露目公演
- 2015年7 - 8月、『ベルサイユのばら-フェルゼンとマリー・アントワネット編-』 - ハンス・アクセル・フォン・フェルゼン『宝塚幻想曲（タカラヅカ ファンタジア）』（梅田芸術劇場・台北国家戯劇院）
- 2015年10 - 12月、『新源氏物語』 - 光源氏『Melodia-熱く美しき旋律-』
- 2016年2 - 3月、『Ernest in Love』（梅田芸術劇場・中日劇場） - ジャック（アーネスト）・ワージング
- 2016年4 - 7月、『ME AND MY GIRL』 - ウイリアム・スナイブスン（ビル）
- 2016年9月、『仮面のロマネスク』 - ジャン・ピエール・ヴァルモン子爵『Melodia-熱く美しき旋律-』（全国ツアー）
- 2016年11 - 2017年2月、『雪華抄（せっかしょう）』『金色（こんじき）の砂漠』 - ギィ
- 2017年3 - 4月、『仮面のロマネスク』 - ジャン・ピエール・ヴァルモン子爵『EXCITER!!2017』（全国ツアー）
- 2017年6 - 8月、『邪馬台国の風』 - タケヒコ『Santé!!』
- 2017年10月、『ハンナのお花屋さん-Hanna's Florist-』（TBS赤坂ACTシアター） - クリス・ヨハンソン
- 2018年1 - 3月、『ポーの一族』 - エドガー・ポーツネル[2]
- 2018年5月、『あかねさす紫の花』 - 大海人皇子[注釈 9]／中大兄皇子[注釈 10]『Sante!!』（博多座）
- 2018年7 - 10月、『MESSIAH（メサイア）-異聞・天草四郎-』 - 夜叉王丸『BEAUTIFUL GARDEN-百花繚乱-』
- 2018年11 - 12月、『Delight Holiday』（舞浜アンフィシアター）
- 2019年2 - 4月、『CASANOVA』 - ジャコモ・カサノヴァ
- 2019年6月、『恋スルARENA』（横浜アリーナ）
- 2019年8 - 11月、『A Fairy Tale -青い薔薇の精-』 - エリュ『シャルム!』 退団公演

### 出演イベント
- 2006年11月、『夢のメモランダム』
- 2007年1月、『清く正しく美しく』
- 2007年4月、瀬奈じゅんディナーショー『EL VIENTO』[29]
- 2007年9月、TCAスペシャル2007『アロー!レビュー!』
- 2008年3月、『ME AND MY GIRL』前夜祭
- 2008年12月、タカラヅカスペシャル2008『La Festa!』
- 2011年12月、タカラヅカスペシャル2011『明日に架ける夢』
- 2012年4 - 5月、明日海りおディナーショー『Z-LIVE』 主演[30]
- 2012年12月、タカラヅカスペシャル2012『ザ・スターズ!〜プレ・プレ・センテニアル〜』
- 2013年11月、明日海りおディナーショー『ASUMIC ADVANCE』 主演[31]
- 2014年4月、宝塚歌劇100周年 夢の祭典『時を奏でるスミレの花たち』
- 2014年10月、『宝塚歌劇100周年記念 大運動会』
- 2014年12月、タカラヅカスペシャル2014『Thank you for 100 years』
- 2015年9月、第53回『宝塚舞踊会』[32]
- 2016年4月、『ME AND MY GIRL』前夜祭
- 2016年12月、タカラヅカスペシャル2016『Music Succession to Next』
- 2017年12月、タカラヅカスペシャル2017『ジュテーム・レビュー-モン・パリ誕生90周年-』
- 2018年12月、タカラヅカスペシャル2018『Say! Hey! Show Up!!』

## 宝塚歌劇団退団後の主な活動

### 舞台
- 2021年1 - 2月、『ポーの一族』（梅田芸術劇場・東京国際フォーラム・御園座） - エドガー・ポーツネル[2]
- 2021年4月、『エリザベート TAKARAZUKA25周年スペシャル・ガラ・コンサート』（梅田芸術劇場・東急シアターオーブ） - トート[33]
- 2021年10月、『マドモアゼル モーツァルト』（東京建物 Brillia HALL） - モーツァルト／エリーザ[34]
- 2022年6 - 7月、『ガイズ&ドールズ』（帝国劇場・博多座） - サラ・ブラウン[35]
- 2023年5 - 6月、『エリザベス・アーデンvs.ヘレナ・ルビンスタイン -WARPAINT-』（日生劇場・森ノ宮ピロティホール・御園座・京都劇場） - エリザベス・アーデン[36]
- 2023年7 - 10月、『精霊の守り人』（日生劇場・関西医大大ホール・新潟県民会館・千葉県東総文化会館・シンフォニア岩国） - バルサ[注釈 11][37]
- 2024年4 - 5月、『王様と私』（日生劇場・梅田芸術劇場） - アンナ・レオノーウェンズ[38]
- 2024年10月、『9 to 5』（日本青年館・オリックス劇場・キャナルシティ劇場・静岡市清水文化会館） - ヴァイオレット・ニューステッド[39][40]
- 2025年2 - 4月、『昭和元禄落語心中』（東急シアターオーブ・フェスティバルホール・福岡） - みよ吉[41]
- 2025年8月、『コレット』（日本青年館・梅田芸術劇場） - コレット[42]
- 2025年10 - 2026年1月、『エリザベート』（東急シアターオーブ・札幌文化芸術劇場 hitaru・梅田芸術劇場・博多座） - エリザベート 役[43]

### ドラマ
- 2013年6月、TBS『TAKE FIVE〜俺たちは愛を盗めるか〜』 - 第8話[注釈 12]
- 2021年1 - 3月、フジテレビ系『青のSP―学校内警察・嶋田隆平―』 - 小川香里[44]
- 2021年2 - 4月、NHK『おちょやん』第41 - 85話 - 高峰ルリ子[18]
- 2021年4 - 6月、日本テレビ『コントが始まる』 - 恩田光代[45]
- 2022年2月、TBS『DCU〜手錠を持ったダイバー〜』第6・7話 - 根岸那由[46]
- 2023年1 - 3月、日本テレビ『大病院占拠』 - 因幡由衣[47]
- 2023年10 - 12月、TBS『下剋上球児』 - 犬塚杏奈[48]
- 2024年1 - 3月、テレビ東京『推しを召し上がれ〜広報ガールのまろやかな日々〜』 - 緑川逸美[49]
- 2024年1 - 3月、テレビ朝日『グレイトギフト』 - 藤巻麻帆[50]

### コンサート
- 2021年11 - 12月、『ASUMIC LAB』（ハーモニーホール座間・こくさいホール・静岡市民文化会館・東京国際フォーラム）[51]
- 2023年9月、『ヴォイス・イン・ブルー』（東京国際フォーラム・梅田芸術劇場）[52]

### 吹き替え
- 2020年9月、『ムーラン』 - ムーラン[53][54][2]

### 情報番組
- 2021年6月、日本テレビ『ZIP!』 - 金曜パーソナリティー[55]

## 広告・CM出演
- 2010年、『POND'S』
- 2012 - 2019年、三井住友カード『VJA』[56]

## 受賞歴
- 2009年、『宝塚歌劇団年度賞』 - 2008年度新人賞[57]
- 2009年、『阪急すみれ会パンジー賞』 - 新人賞[58]
- 2011年、『宝塚歌劇団年度賞』 - 2010年度努力賞[58]
- 2013年、『宝塚歌劇団年度賞』 - 2012年度優秀賞[58]
- 2015年、第70回『文化庁芸術祭賞』 - 演劇部門新人賞[1]
- 2016年、『宝塚歌劇団年度賞』 - 2015年度特別賞[59]
- 2016年、『阪急すみれ会パンジー賞』 - 男役賞[59]
- 2018年、『宝塚歌劇団年度賞』 - 2017年度優秀賞[60]
- 2019年、『宝塚歌劇団年度賞』 - 2018年度特別賞[61]
- 2020年、第41回『松尾芸能賞』 - 演劇部門優秀賞[62]
- 2025年、第50回『菊田一夫演劇賞』[63]